# Ruslan Nurudinov
Ruslan Shamilevich Nurudinov (ur. 24 listopada 1991 w Xonobodzie) – uzbecki sztangista, mistrz olimpijski (2016), mistrz świata (2013), dwukrotny złoty medalista mistrzostw Azji (Pyeongtaek 2012, Astana 2013).
W 2012 roku zajął 4. miejsce na igrzyskach olimpijskich w Londynie. W 2019 roku Nurudinov został zdyskwalifikowany, a jego wynik anulowany po wykryciu w jego organizmie dopingu.
W 2013 zdobył złoto uniwersjady oraz mistrzostw świata we Wrocławiu w kategorii do 105 kilogramów. W 2014 roku zdobył srebrny medal na mistrzostwach świata w Ałmaty w Kazachstanie.
15 sierpnia 2016 roku wywalczył złoty medal olimpijski zdecydowanie wygrywając rywalizację w wadze do 105 kg na Letnich Igrzyskach Olimpijskich 2016 w Rio de Janeiro. Uzyskał wówczas w dwuboju sumaryczny rezultat 431 kg (zdobywca srebrnego medalu ormiański sztangista Simon Martirosjan uzyskał wynik 417 kg), ustanawiając przy tym rekord olimpijski w podrzucie (237 kg). Tym samym Nurudinov zdobył dla Uzbekistanu pierwszy w historii medal olimpijski w podnoszeniu ciężarów oraz szósty medal dla tego państwa na olimpiadzie w Rio de Janeiro (drugi złoty – dzień wcześniej złoty medal olimpijski w wadze papierowej wywalczył uzbecki bokser Hasanboy Doʻsmatov).

## Osiągnięcia
| Rok  | Zawody               | Miasto         | Miejsce | Kategoria | Wynik  |
| ---- | -------------------- | -------------- | ------- | --------- | ------ |
| 2010 | Mistrzostwa świata   | Antalya        | 10.     | do 85 kg  | 362 kg |
| 2011 | Mistrzostwa świata   | Paryż          | 5.      | do 94 kg  | 398 kg |
| 2012 | Igrzyska olimpijskie | Londyn         | 4.      | do 105 kg | 404 kg |
| 2013 | Uniwersjada          | Kazań          | 1.      | do 105 kg | 412 kg |
| 2013 | Mistrzostwa świata   | Wrocław        | 1.      | do 105 kg | 425 kg |
| 2014 | Mistrzostwa świata   | Ałmaty         | 2.      | do 105 kg | 432 kg |
| 2016 | Igrzyska olimpijskie | Rio de Janeiro | 1.      | do 105 kg | 431 kg |

Ruslan Nurudinov na Letnich Igrzyskach Olimpijskich 2016
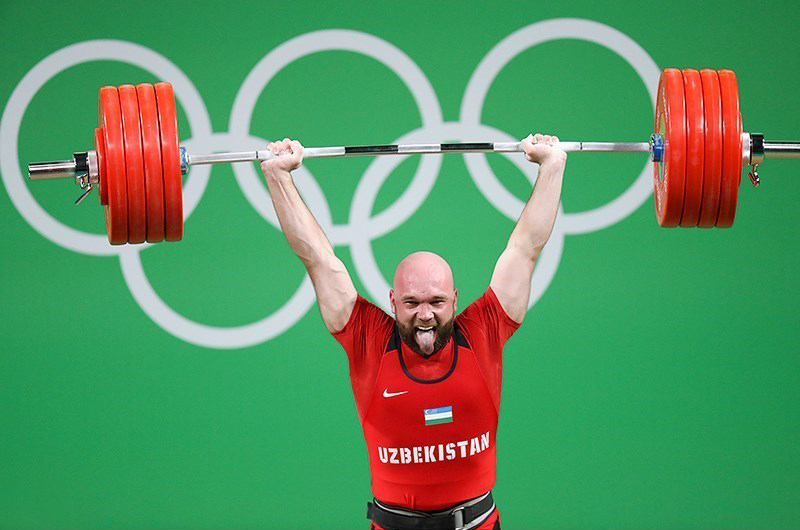
Mistrzowski podrzut Ruslana Nurudinova
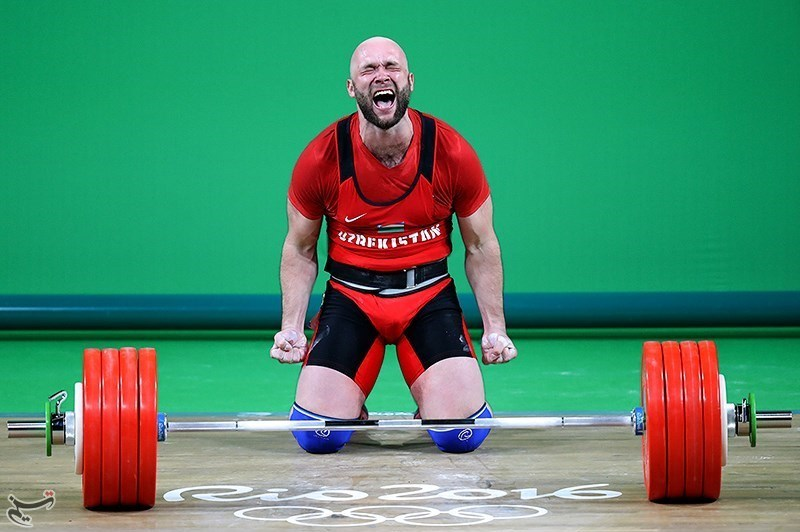
Ruslan Nurudinov chwilę po pobiciu rekordu olimpijskiego w podrzucie (237 kg)
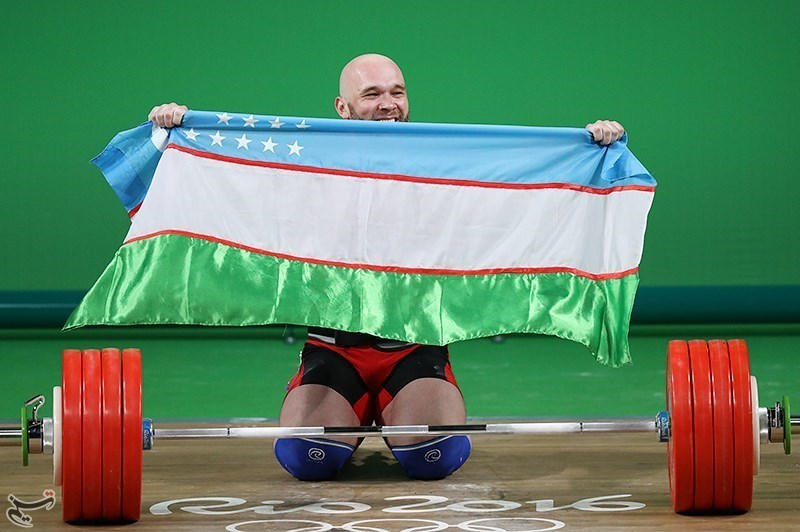
Złoty medalista i rekordzista olimpijski Ruslan Nurudinov prezentuje flagę Uzbekistanu